# Episodi di Girl Meets World (seconda stagione)
La seconda stagione della serie televisiva Girl Meets World è andata in onda in prima visione assoluta dall'11 maggio 2015 negli Stati Uniti, su Disney Channel.
In Italia la stagione è iniziata il 6 dicembre 2015 su Disney Channel (Italia). Dopo il 30 aprile 2017, la stagione è stata interrotta senza alcun motivo. Un anno dopo, dal 10 luglio 2018, il canale ha trasmesso i restanti episodi non andati più in onda.
In questa stagione tornano molti personaggi provenienti dalla serie Crescere, che fatica!, tra cui Will Friedle nel ruolo di Eric Matthews, William Daniels nelle vesti di George Feeny, Trina McGee Davis nelle vesti di Angela Moore e Blake Clark nelle vesti di Chet Hunter.
Successivamente è stato annunciato che Anthony Tyler Quinn sarebbe tornato nei panni di Jonathan Turner, il professore di Cory, Shawn e Topanga di quando loro erano liceali.
Nella tabella sono indicati gli episodi trasmessi in ordine di uscita.
| nº | Titolo originale                            | Titolo italiano                   | Prima TV USA      | Prima TV Italia  |
| -- | ------------------------------------------- | --------------------------------- | ----------------- | ---------------- |
| 1  | Girl Meets Gravity                          | Riley e la forza di gravità       | 11 maggio 2015    | 20 dicembre 2015 |
| 2  | Girl Meets the New World                    | Riley e il Nuovo Mondo            | 12 maggio 2015    | 17 gennaio 2016  |
| 3  | Girl Meets the Secret of Life               | Riley e il segreto della vita     | 13 maggio 2015    | 24 gennaio 2016  |
| 4  | Girl Meets Pluto                            | Riley e Plutone                   | 14 maggio 2015    | 31 gennaio 2016  |
| 5  | Girl Meets Mr. Squirrels                    | Riley e zio Eric                  | 15 maggio 2015    | 7 febbraio 2016  |
| 6  | Girl Meets the Tell- Tale- Tot              | Riley e la coscienza              | 5 giugno 2015     | 14 febbraio 2016 |
| 7  | Girl Meets Rules                            | Riley e le regole                 | 12 giugno 2015    | 21 febbraio 2016 |
| 8  | Girl Meets Hurricane                        | Riley e l'uragano                 | 19 giugno 2015    | 28 febbraio 2016 |
| 9  | Girl Meets Mr. Squirrels Goes to Washington | Riley e la campagna elettorale    | 10 luglio 2015    | 10 giugno 2016   |
| 10 | Girl Meets The New Teacher                  | Riley e la nuova insegnante       | 17 luglio 2015    | 17 giugno 2016   |
| 11 | Girl Meets Fish                             | Riley e Chelsea                   | 24 luglio 2015    | 6 dicembre 2015  |
| 12 | Girl Meets Yearbook                         | Riley e l'annuario                | 7 agosto 2015     | 5 giugno 2016    |
| 13 | Girl Meets Semi-Formal                      | Riley e il ballo                  | 14 agosto 2015    | 15 luglio 2016   |
| 14 | Girl Meets Creativity                       | Riley e la creatività             | 21 agosto 2015    | 10 luglio 2018   |
| 15 | Girl Meets I Am Farkle                      | Riley e il geniale Farkle         | 11 settembre 2015 | 10 marzo 2017    |
| 16 | Girl Meets Cory and Topanga                 | Riley, Cory e Topanga             | 18 settembre 2015 | 24 marzo 2017    |
| 17 | Girl Meets Rileytown                        | Riley e il mondo di Riley         | 25 settembre 2015 | 23 aprile 2017   |
| 18 | Girl Meets World: Of Terror 2               | Riley e il mondo... del terrore 2 | 2 ottobre 2015    | 30 ottobre 2016  |
| 19 | Girl Meets Rah Rah                          | Riley e le cheerleader            | 9 ottobre 2015    | 2 aprile 2017    |
| 20 | Girl Meets Texas Part 1                     | Riley e il Texas parte 1          | 16 ottobre 2015   | 3 dicembre 2016  |
| 21 | Girl Meets Texas Part 2                     | Riley e il Texas Parte 2          | 17 ottobre 2015   | 3 dicembre 2016  |
| 22 | Girl Meets Texas Part 3                     | Riley e il Texas Parte 3          | 18 ottobre 2015   | 3 dicembre 2016  |
| 23 | Girl Meets Forgiveness Project              | Riley e il perdono                | 6 novembre 2015   | 9 aprile 2017    |
| 24 | Girl Meets Belief                           | Riley e la fede                   | 13 novembre 2015  | 24 giugno 2016   |
| 25 | Girl Meets New Years                        | Riley e l'anno nuovo              | 4 dicembre 2015   | 12 luglio 2018   |
| 26 | Girl Meets STEM                             | Riley e le materie scientifiche   | 8 gennaio 2016    | 17 marzo 2017    |
| 27 | Girl Meets Money                            | Riley e il denaro                 | 22 gennaio 2016   | 30 aprile 2017   |
| 28 | Girl Meets Commonism                        | Riley e il comunismo*             | 12 febbraio 2016  | 8 luglio 2016    |
| 29 | Girl Meets the Bay Window                   | Riley e la finestra a golfo       | 19 febbraio 2016  | 11 luglio 2018   |
| 30 | Girl Meets Legacy                           | Riley e l'eredità                 | 11 marzo 2016     | 13 luglio 2018   |

* L'episodio è stato pubblicato erroneamente in Italia su Sky-On Demand dal 15 al 28 febbraio 2016.

## Riley e la forza di gravità
- Titolo originale: Girl Meets Gravity
- Diretto da: Rider Strong
- Scritto da: Randi Barnes

### Trama
È iniziato un nuovo anno alla scuola media John Quincy Adams e Riley, Maya, Lucas e Farkle non vedono l'ora di iniziare la scuola. Le ragazze sono felici di non avere Cory come insegnante e decidono così di trasferirsi in una nuova classe dove scoprono che la loro insegnante è molto rigorosa. Allo stesso tempo scoprono che ci sono quattro ragazzi identici a loro. Alla fine, le ragazze tornano nella classe di Cory. Al termine dell'episodio, la signora Svorski, l'ex proprietaria della pasticceria Baker, chiede a Topanga di occuparsi della panetteria e Cory chiama il suo vecchio insegnante, Mr. Feeny.
- Da questa stagione, Corey Fogelmanis (Farkle Minkus) è stato aggiunto alla sequenza dei titoli principali.
- Special Guest stars: William Daniels (George Feeny), Cloris Leachman (Mrs. Svorski)
- Guest Star: Cheryl Texiera (Katy Hart), Delon De Metz (Mr. Martinez), Senta Moses (Cory alternativo)

## Riley e il nuovo mondo
- Titolo originale: Girl Meets the New World
- Diretto da: Joel Zwick
- Scritto da: Teresa Kale

### Trama
Mentre Maya continua a pressare Riley per scoprire cosa sia successo al primo appuntamento di Riley e Lucas, a scuola tutti ormai sapevano della loro relazione. Successivamente, i due confessano il loro amore e raccontano a Cory e Topanga del loro primo bacio. Ma, alla fine, si lasciano e decidono di rimanere amici. 
- Guest Star: Cooper Friedman (Dewey), Sarah Carpenter (Sarah), Darby Walker (Darby), Emily Claire (Ophelia)

## Riley e il segreto della vita
- Titolo originale: Girl Meets the Secret of Life
- Diretto da: Rider Strong & Shiloh Strong
- Scritto da: Mark Blutman

### Trama
Nella classe di Riley e Maya arriva un nuovo studente, Zay Babineaux, che afferma di conoscere Lucas. Il ragazzo nuovo spiega anche che Lucas è stato espulso dalla sua vecchia scuola ed è un anno più grande degli altri personaggi. Riley a tal proposito cerca di scoprire il motivo dell'espulsione.
- Guest stars: Amir Mitchell Townes (Zay Babineaux), Shak Ghacha (Joey Ricciardella)

## Riley e Plutone
- Titolo originale: Girl Meets Pluto
- Diretto da: Joel Zwick
- Scritto da: Matthew Nelson

### Trama
Riley è venuta a sapere che Plutone non è più un pianeta e ne rimane molto delusa, mentre Cory vuole andare a disseppellire la capsula del tempo che lui, Shawn e Topanga avevano costruito e seppellito nel giardino di Feeny quindici anni prima. Maya scopre che nel cuore di Shawn c'è la sua ex, Angela, e ne rimane ferita. Alla fine Shawn si innamora di Katy e promette a Maya che si prenderà cura di lei.
- Guest Star: William Daniels (George Feeny), Rider Strong (Shawn Hunter), Cheryl Texiera (Katy Hart)
- Nota: in questo episodio è assente Auggie Matthews.

## Riley e zio Eric
- Titolo originale: Girl Meets Mr. Squirrels
- Diretto da: Rider Strong, Shiloh Strong
- Scritto da: Michael Jacobs

### Trama
Quando Riley e Maya litigano, Cory arruola suo fratello Eric come mediatore della situazione.
- Guest Star: Will Friedle (Eric Matthews), Amir Mitchell Townes (Zay), Tess Paras (Telecronista)

## Riley e la coscienza
- Titolo originale: Girl Meets The Tell Tale Tot
- Diretto da: Ben Savage
- Scritto da: Teresa Kale

### Trama
Per far colpo su Josh, zio di Riley, Maya decide di presentarsi alla festa organizzata al suo college. L'evento, però era previsto in tarda serata, quindi per andarci Maya finge di dormire da Riley per poi scappare con lei dalla finestra di casa. Per via di una serie di eventi, per le 2 ragazze la serata vissuta si trasforma nella più bella serata della propria vita, ma dovranno fare i conti con la loro coscienza, dato che nessuno dovrà esser al corrente di ciò che hanno fatto.
- Guest Star: Uriah Shelton (Joshua Matthews), Amir Mitchell Townes (Zay), Madison Mclaughlin (Jasmine), Cynthy Wu (Charlotte), Tajh Bellow (Andrew), Sigi Gradwohl (Harriet), ??? (Tater Tot Puppet)
- Nota: in questo episodio è assente Lucas Friar.

## Riley e le regole
- Titolo originale: Girl Meets the Rules
- Diretto da: Rider Strong, Shiloh Strong
- Scritto da: Randi Barnes

### Trama
Per mettere alla prova i suoi alunni, Cory lascia la classe libera per un'ora, nella quale, costantemente tenuti d'occhio dal bidello Harley, la classe si divide in 2 gruppi: quello dei ribelli di Maya, che va in giro per la scuola a fare caos con la faccia dipinta, e quello di "Riley-Landia", che se ne sta seduto in classe con le mani intrecciate. Le due, successivamente, impareranno una grande lezione.

## Riley e l'uragano
- Titolo originale: Girl Meets Hurricane
- Diretto da: William Russ
- Scritto da: Matt Nelson

### Trama
Shawn e Maya approfondiscono il loro rapporto, tanto da far rivelare a Shawn che non gli piace il modo in cui si veste Maya, e lei non ne rimane ferita, ma è contenta perché finalmente qualcuno si prende cura di lei. Le due migliori amiche, Riley e Maya vanno con i loro papà a fare shopping e Maya compra nuove cose perché ha deciso di cambiare stile. Sembra esserci del tenero tra Shawn e la mamma di Maya, quando entra in scena Angela, la prima fidanzata di Shawn. I due parlano e si chiariscono, e infine a vicenda si dicono addio. L'episodio finisce con Shawn e la mamma di Maya che decidono di andare a un appuntamento insieme. 
- Guest Star: Rider Strong (Shawn Hunter), Cheryl Texiera (Katy Hart), Trina McGee Davis (Angela Moore), Blake Clark (Chet Hunter)

## Riley e la campagna elettorale
- Titolo originale: Girl Meets Mr. Squirrels Goes to Washington
- Diretto da: Rider Strong e Shiloh Strong
- Scritto da: Mark Blutman

### Trama
Eric, lo zio di Riley, viene reclutato per candidarsi al Senato. A sua volta, Riley e le sue amiche si uniscono per aiutare la sua campagna.
- Guest Star: Will Friedle (Eric Matthews)
- Nota: in questo episodio è assente Auggie Matthews.

## Riley e la nuova insegnante
- Titolo originale: Girl Meets the New Teacher
- Diretto da: Joel Zwick
- Scritto da: Michael Jacobs

### Trama
A scuola arriva una nuova insegnante di lettere che guida una moto e legge fumetti (era una copia del Professor Jonathan Turner da giovane). Il primo giorno di insegnamento nella scuola dei nostri protagonisti, riceve la visita del preside, che non ha gradito l'argomento della lezione (precisamente la lettura di un fumetto su un supereroe) e impone alla prof di leggere "Il buio oltre la siepe". Il giorno dopo alla classe e ripromettendosi di tornare nella sua aula. Il preside mantiene la sua promessa e si ripresenta in aula il giorno successivo, constatando, però, che la professoressa ha disobbedito ai suoi ordini, ed a causa dell'inadempiento agli ordini la licenzia. Nel frattempo, Cory viene chiamato dai ragazzi per sistemare alcune cose, venendo così licenziato anche lui in tronco. A casa, Riley racconta a sua mamma del licenziamento di suo padre e della nuova prof da parte del preside, e Topanga risponde che, secondo lo Statuto in vigore nella scuola americana, deve essere lo Stato a licenziare un insegnante, non il preside. Così chiedono aiuto al Sovrintendente all'Istruzione (il Professor Jonathan Turner), che interviene ascoltando le esposizioni dei ragazzi su ciò che la nuova prof ha insegnato loro in soli due giorni. Successivamente prende una decisione. In una delle ultime scene di questo episodio, si vede il Professor Turner che entra nell'aula di storia con Cory e comunica la sua decisione: "licenziamento o riassunzione?".

## Riley e Chelsea
- Titolo originale: Girl Meets Fish
- Diretto da: Michael A. Joseph
- Scritto da: David J. Jacobs e Michael Jacobs

### Trama
Tocca a Riley portare a casa per il fine settimana il pesce della classe e successivamente il pesce muore. Auggie sospetta un crimine.

## Riley e l'annuario
- Titolo originale: Girl Meets Yearbook
- Diretto da: Rider Strong e Shiloh Strong
- Scritto da: Teresa Kale

### Trama
Dopo aver visto i commenti alle loro foto sull'annuario, Riley e Farkle decidono di cambiare il loro aspetto e la loro personalità per non essere conformi all'immagine che gli altri hanno di loro. Ci penseranno i loro amici a convincerli a tornare ad essere sé stessi. Maya, si immedesima nei panni della sua amica e scopre che il motivo per cui Lucas le piace è che le somiglia come se fosse suo fratello. Sconvolta, sveste i suoi panni senza però dirle nulla.
- Nota: in questo episodio è assente Auggie Matthews.

## Il ballo scolastico
Riley è preoccupata perché Lucas non le ha ancora chiesto di andare al ballo, ma quando Charlie la invita e lei lo rifiuta, scopre che Lucas dava per scontato di andare con lei. Eric e Jack si rincontrano. 
- Special guest star:  Will Friedle (Eric Matthews), Matthew Lawrence (Jack Hunter).
- Nota: in questo episodio è assente Auggie Matthews.

## Riley e la creatività
- Titolo originale: Girl Meets Creativity
- Diretto da: Rider Strong e Shiloh Strong
- Scritto da: Matthew Nelson

### Trama
Quando le materie di arte e la musica rischiano di essere eliminate dalla scuola, i ragazzi devono trovare un modo creativo per convincere il consiglio scolastico a mostrare il loro valore.

## Riley e il mondo di Riley
- Titolo originale: Girl Meets Rileytown
- Diretto da: Michael A. Joseph
- Scritto da: Lauren Otero

## Riley e il mondo... del terrore 2
- Titolo originale: Girl Meets World: Of Terror 2
- Diretto da: Joel Zwick
- Scritto da: Jeff Menell
- Guest star : Ross Lynch (Austin Moon), Laura Marano (Ally Dawson)

### Trama
Ad Halloween il fratellino di Riley, Ava e Dawey raccontano una serie di storie.
Maya e Riley si vestono da flappers e compare da loro una flapper fantasma, raccontando loro che prima viveva in quella stanza e in quella stessa finestra sedeva con la sua migliore amica. Dice successivamente poi che aveva promesso che non se ne sarebbe andata finché non avrebbe trovato altre due amiche come loro. Alla fine il fantasma scompare.
Topanga e Cory accompagnano i ragazzi alla casa del terrore e lì incontrano Austin Moon ed Ally Dawson. In casa ricompare il fantasma che dice loro che la casa stregata è infestata da un fantasma.
- Nota: in questo episodio sono assenti sia Lucas sia Farkle.

## Riley e le cheerleader
- Titolo originale: Girl Meets Rah Rah
- Diretto da: Joel Zwick
- Scritto da: Randi Barnes

## Riley e il Texas Parte 1
- Titolo originale: Girl Meets Texas Part 1
- Diretto da: Rider Strong e Shiloh Strong
- Scritto da: Michael Jacobs e Matthew Nelson

### Trama
Riley e Maya vengono a conoscenza del fatto che Lucas ha paura delle pecore perché da piccolo ne cavalcò una di nome Judy per una gara e cadde subito, venendo preso in giro da tutta la società texana. Perciò decidono di iscriverlo ad una gara. Per sbaglio, però, invece di iscriverlo a una gara di pecore, lo iscrivono ad una gara con il toro Tombstone. Tutti insieme vanno in Texas. Maya e Riley sembrano rilassate fin quando non vedono altra gente farsi del male sul toro. Maya, preoccupata, proibisce a Lucas di andare, dicendogli che, se lo avesse fatto, non gli avrebbe mai più rivolto la parola, mentre Riley lo incoraggia a cavalcarlo perché vuole essere fiera di lui. Lucas va comunque e Maya si allontana, successivamente cavalca il toro e fa un nuovo record, poi Riley va da Maya e capisce che è innamorata di lui e che sa che pensa che Riley e Lucas siano solo amici e le dà ragione.
- Nota: in questo episodio sono assenti Topanga e Auggie.

## Riley e il Texas Parte 2
- Titolo originale: Girl Meets Texas Part 2
- Diretto da: Rider Strong e Shiloh Strong
- Scritto da: Matthew Nelson e Michael Jacobs

### Trama
Riley dice a Lucas che per lui sono solo come fratello e sorella e lui è confuso perché pensava di volerla. Zay incontra una sua vecchia cotta, Vanessa, che decide di dargli un'altra possibilità. Vanno tutti insieme ad una festa e appena tornano fanno un falò. Riley dice a Lucas che Maya lo vuole e li lascia soli. Lucas inizia a chiedere se è vero e Maya dice di no. Lui continua, incalzante, chiedendole perché lo prende in giro. Alla fine, Maya fa il suo solito 'ha-hurr' e Lucas prova a baciarla, ma resiste alla tentazione.
- Nota: in questo episodio sono assenti Cory Matthews, Topanga Matthews e Auggie Matthews.

## Riley e il Texas Parte 3
- Titolo originale: Girl Meets Texas Part 3
- Diretto da: Ben Savage
- Scritto da: Michael Jacobs e Matthew Nelson

### Trama
Maya e Lucas escono per un appuntamento e sono molto imbarazzati. Cory e Topanga consigliano loro di restare tutti amici perché non sanno ancora chi sono e come capire i propri sentimenti. Charlie torna, chiede a Riley di uscire e lei accetta. Maya e Lucas escono per un altro appuntamento e Charlie e Riley pure, ma si scopre che Riley in realtà ha ancora dei sentimenti nei confronti di Lucas e Farkle lo sa, ma decide di non dirlo.

## Ospiti Misteriosi

### Trama
Marin e Alessio sono invitati a una festa dei 15 Anni  di Samuele un suo fan che si terrà a Luxuria Palace che andrà in diretta su Pop TV tuttavia uno degli inviti è stato revocato perché Samuele Morello vuole baciare Santo un amico della stessa classe di Marin Vuole raccontare che Samuele è stato il primo migliore amico di Andrea alle elementari per partecipare alla festa Alessio entra mentre Marin no poi per entrare usa la coperta invisibile e viene picchiata da Thomas Bonaccorsi e Giuseppe durante la festa regalano un  Disco autografato di Zoey Perry poi invita Marin e Alessio continua la festa con l'arrivo degli amici di Marin non comunque rovinare la festa l'episodio finisce con la torta di compleanno e i fuochi d'artificio.
Nota: nell'episodio sono apparse Nicole musacco e Rachele Donzelli E riappariranno nella quinta stagione nell'episodio una settimana Artistica 
Curiosità: nell'episodio appartano tantissimi cantanti come Simone Conte e altri

## Riley e la fede
- Titolo originale: Girl Meets Belief
- Diretto da: Joel Zwick
- Scritto da: Jeff Menell

## Riley e l'anno nuovo
- Titolo originale: Riley e l'anno nuovo
- Diretto da: Joel Zwick
- Scritto da: Mark Blutman

## Riley e le materie scientifiche
- Titolo originale: Girl Meets STEM
- Diretto da: Rider Strong e Shiloh Strong
- Scritto da: Teresa Kale

## Riley e il denaro
- Titolo originale: Girl Meets Money
- Diretto da: Rider Strong e Shiloh Strong
- Scritto da: Jeff Menell (sceneggiatura); Aaron Jacobs e Jeff Menell (soggetto)

## Riley e il comunismo
- Titolo originale: Girl Meets Commonism
- Diretto da: Danielle Fishel
- Scritto da: Joshua Jacobs e Michael Jacobs

## Riley e la finestra a golfo
- Titolo originale: Girl Meets the Bay Window
- Diretto da: Ben Savage
- Scritto da: Joshua Jacobs

- Titolo originale: Girl Meets Legacy
- Diretto da: Joel Zwick
- Scritto da: Randi Barnes